# Julian T. Jackson
Pour les articles homonymes, voir Jackson et Julian Jackson (homonymie).
Julian (Timothy) Jackson, né le 10 avril 1954, est un historien britannique, spécialiste de l'histoire contemporaine de la France en particulier  pendant la Seconde Guerre mondiale.
Professeur d'histoire à Queen Mary University of London, il est membre de la British Academy et de la Royal Historical Society.

## Biographie
Il fait ses études à Peterhouse, le plus ancien des 31 collèges de l'université de Cambridge, où il obtient son doctorat en 1982, sous la direction du professeur Christopher Andrew. Après de nombreuses années passées à l'université de Swansea, au Pays de Galles, il rejoint le département d'histoire de la Queen Mary University of London en 2003.
Les deux premiers livres de Jackson (non encore traduits en français en 2020) sont des contributions notables sur la crise en France dans les années 1930. "The Politics of Depression in France 1932–1936" (La politique de dépression en France, 1932-1936) (Cambridge University Press, 1985) est une étude sur l'élaboration des politiques économiques en France pendant la Dépression et plus généralement de l'impact de la Dépression sur la politique française. "The Popular Front in France: Defending Democracy, 1934-38" (Le Front populaire en France: défendre la démocratie 1934–1938) (Cambridge: Cambridge University Press, 1988) est une étude du Front populaire dans ses dimensions politiques, sociales et culturelles.
Jackson poursuit ensuite ses recherches sur la période française postérieure à 1940. En 2001, il publie une vaste synthèse de la France sous l'Occupation, "France: The Dark Years 1940-1944" (Oxford University Press: 2001). Cet ouvrage est présélectionné pour le Los Angeles Times History Book Prize et traduit en français en 2003 sous le titre La France sous l’Occupation, 1940-1944 (Flammarion). Cette traduction est saluée par les juges du Prix Philippe Viannay-Défense de la France.
Parmi les ouvrages importants de Jackson, il faut noter "The Fall of France: The Nazi Invasion of 1940" (Oxford University press, 2003), qui obtient le prix d'histoire Wolfson en 2004, et la biographie du point de vue anglo-saxon de de Gaulle ”De Gaulle. Une certaine idée de la France" (Seuil 2019, traduit par Marie-Anne de Béru) (Titre original : "A certain idea of France. The life of Charles de Gaulle" / Penguin Books & Harvard University Press, 2018). Cette biographie, couronnée du Duff Cooper Prize, renouvelle la vision historique et distanciée du général en l'éloignant des mythes et des symboles que lui ont attachés nombre de biographes,.

## Distinctions
Grand Prix de la Biographie Politique en 2020 pour "De Gaulle, une certaine idée de la France"

## Publications
- (en) The Popular Front in France : Defending democracy, 1934-38, Cambridge / New York / Melbourne, Cambridge University Press, 1987, XIV-353 p. (ISBN 0-521-32088-7, présentation en ligne), [présentation en ligne].
- (en) The Fall of France : the Nazi Invasion of 1940, Oxford, Oxford University Press, 2003, XVII-274 p. (ISBN 0-19-280300-X, présentation en ligne), [présentation en ligne].
- La France sous l'Occupation, 1940-1944 [« France : The Dark Years, 1940-1944 »]  (trad. de l'anglais par Pierre-Emmanuel Dauzat), Paris, Flammarion, 2004, 853 p. (ISBN 2-08-210108-8, présentation en ligne), [présentation en ligne].
- De Gaulle : une certaine idée de la France [« A Certain Idea of France : The Life of Charles de Gaulle »]  (trad. de l'anglais par Marie-Anne de Béru), Paris, Seuil, 2019, 984 p. (ISBN 978-2-02-139631-7, présentation en ligne), [présentation en ligne].

L'ouvrage est adapté pour le film De Gaulle (2025) d'Antonin Baudry.
- Le procès Pétain : Vichy face à ses juges [« France on Trial  : The Case of Marshal Pétain »]  (trad. de l'anglais par Marie-Anne de Béru), Paris, Éditions du Seuil, 2024, 464 p. (ISBN 978-2-02-146265-4, présentation en ligne), [présentation en ligne].